# Абукар Мохамед
Абдулкадір Абукар Мохамед (фін. Abdulkadir Abukar Mohamed; нар. 1 січня 1999, Могадішо, Сомалі) — фінський футболіст сомалійського походження, півзахисник італійського клубу «Лаціо».

## Клубна кар'єра
Мохамед народився в сомалійському Могадішо, проте в 3-річному віці разом з батьками емігрував до Тампере. Абукар розпочав футбольну кар'єру в однойменному клубі. Дебютував за команду 21 вересня 2014 року в програному (1:2) домашньому поєдинку Какконена (третього дивізіону чемпіонату) проти «Крафта». Мохамед вийшов на поле на 88-й хвилині, замінивши Теппо Сір'янена. Єдиним голом у футболці «городян» відзначився 12 липня 2015 року на 36-й хвилині переможного (2:1) виїзного поєдинку 14-о туру Какконена проти «КаПа». Абукар вийшов на поле в стартовому складі та відіграв увесь матч, а на 52-й хвилині отримав жовту картку. У команді провів два сезони, за цей час у фінській першості зіграв 13 матчів та відзначився 1 голом. На початку 2016 року перейшов до ТПС. У новому клубі дебютував 29 квітня 2016 року в нічийному (1:1) поєдинку Юккьонена проти «Яро». Мохамед вийшов на поле на 65-й хвилині, замінивши Оскарі Яконена. Єдиним голом за ТПС відзначився 8 червня 2016 року на 66-й хвилині переможного (5:1) поєдинку Юккьонена проти ЙЙК. Абукар вийшов на поле в стартовому складі та відіграв увесь матч. У команді провів один сезон, за цей час у фінській першості зіграв 21 матч та відзначився 1 голом.
У січні 2017 року перейшов до італійського «Лаціо», підписавши з клубом контракт за схемою 4 + 1,5 роки. Вперше до заявки на матч Серії А потрапив 18 лютого 2017 року (проти «Емполі»), Мохамед провів увесь поєдинок на лаві запасних, а столичний клуб переміг з рахунком 2:1. Загалом же за два сезони 7 разів потрапляв до заявки на матч римського клубу, проте жодного разу на поле так і не вийшов.
У середині липня 2019 року відправився в річну оренду до «Карпат».

## Кар'єра в збірній
Викликався до юнацьких збірних Фінляндії різних вікових категорій.
У вересні 2019 отримав виклик до збірної Сомалі. Таким чином Абукар Мохамед став першим сомалійським легіонером в історії українського футболу.

## Статистика

### Клубна
| клуб              | Сезон             | Ліга                        | Ліга | Ліга | Кубок | Кубок | Єврокубки | Єврокубки | Інші | Інші | Заг. | Заг. |
| клуб              | Сезон             | Ліга                        | М    | Г    | М     | Г     | М         | Г         | М    | Г    | М    | Г    |
| ----------------- | ----------------- | --------------------------- | ---- | ---- | ----- | ----- | --------- | --------- | ---- | ---- | ---- | ---- |
| «Тампере»         | 2015              | Какконен, «Південь»         | 11   | 1    | –     | –     | –         | –         | –    | –    | 11   | 1    |
| ТПС               | 2016              | Юккьонен                    | 21   | 1    | 1     | 0     | –         | –         | 2    | 0    | 24   | 1    |
| ТПС               | Заг.              | Заг.                        | 32   | 2    | 1     | 0     | —         | —         | 2    | 0    | 35   | 2    |
| «Лаціо» (мол)     | 2017              | Молодіжний чемпіонат Італії | 2    | 0    | —     | —     | —         | —         | 1    | 0    | 3    | 0    |
| «Лаціо»           | 2016–17           | Серія A                     | —    | —    | —     | —     | —         | —         | —    | —    | —    | —    |
| Усього за кар'єру | Усього за кар'єру | Усього за кар'єру           | 34   | 2    | 1     | 0     | —         | —         | 3    | 0    | 38   | 2    |